# Ясаковские Выселки
Ясаковские Выселки — деревня в Спасском районе Рязанской области России. Входит в Михальское сельское поселение

## География
Деревня находится в центральной части Рязанской области, в зоне хвойно-широколиственных лесов, при автодороге 61К-016, на расстоянии примерно 13 километров (по прямой) к западу от города Спасск-Рязанский, административного центра района.

### Климат
Климат характеризуется как умеренно континентальный, с тёплым летом и умеренно холодной снежной зимой. Средняя температура воздуха самого холодного месяца (января) — −11,5 °C (абсолютный минимум — −42 °C); самого тёплого месяца (июля) — 19 °C (абсолютный максимум — 41 °C). Безморозный период длится около 140 дней. Среднегодовое количество осадков — 500 мм, из которых большая часть выпадает в тёплый период. Снежный покров держится в течение 135—145 дней.

## История
В 1897 году здесь было учтено 6 дворов.

## Население
| 2010 |
| ---- |
| 9    |

### Историческая численность населения
Численность населения: 27 человек в 1897 году

### Национальный состав
Согласно результатам переписи 2002 года, в национальной структуре населения русские составляли 100 % из 10 чел.

## Инфраструктура
Личное подсобное хозяйство.

## Транспорт
Деревня доступна автотранспортом.